# التاريخ الدستوري لكولومبيا
التاريخ الدستوري لكولومبيا هو عملية تشكيل وتطوير مختلف الدساتير التي أصدرتها جمهورية كولومبيا منذ تشكيلها.